# North Escobares (Teksas)
North Escobares je naseljeno mjesto za statističke potrebe u američkoj saveznoj državi Teksas. Prema popisu stanovništva iz 2010. u njemu je živjelo 118 stanovnika.